# François Glorieux
Pour les articles homonymes, voir Glorieux.
 (novembre 2013).
François Glorieux, né à Courtrai le 27 août 1932 et mort le 23 septembre 2023, est un pianiste, compositeur, chef d'orchestre, arrangeur et pédagogue belge.

## Biographie

### Carrière
François Glorieux donne près de 6 000 récitals et concerts dans une soixantaine de pays : tournées en Allemagne et Autriche avec André Cluytens, collaboration avec le Ballet du XXe siècle (Maurice Béjart, André Leclair). 
Il réalise des arrangements symphoniques à la demande de Michael Jackson : trois de ses compositions figurent sur le double CD américain en hommage à Stan Kenton, le Platinum Best sorti au Japon. 
François Glorieux crée quatre ensembles instrumentaux. En 1990, il est nommé chef permanent du National Symphony Orchestra (Londres) et du Mainzer Kammerochester (Allemagne).
Sa discographie comprend une cinquantaine de CD et de LP.

## Prix et distinctions
- Harriet Cohen International Music Award (Londres, 1967)
- Sénateur d'Honneur européen (1986)
- Hospitalier d'Honneur des Hospitaliers de Pomerol (1994)
- Citoyen d'Honneur de Courtrai (2002)
- Citoyen d'Honneur de Zoersel (2012)
- Citoyen d'Honneur de Stabroek (1997)
- Commandeur de l'ordre de la Couronne (Belgique)
- Officier de l'ordre de Léopold
- Chevalier de l'ordre de Léopold II
- Celebrity dot du The Michael Jackson Tribute Portrait
- Disque d'or - François Glorieux plays the Beatles - Victor Musical Industries, Inc. (Japon)
- Give Soul to Europe Award (2012)
- Coq de Cristal (Wallonie-Bruxelles) (2015)
- Créé chevalier en 2015 par le roi Philippe

## Compositions

### Œuvres pour orchestre symphonique
- 2 Offley Encores , pour orchestre à cordes
- Concertino, pour euphonium et cordes
  1. Allegro deciso
  2. Adagietto nostalgico
  3. Allegro con spirito
- Concerto, pour euphonium et orchestre symphonique
- Divertimento, pour piano et orchestre à cordes
  1. Introduction
  2. Polka
  3. Sentimental Waltz
  4. Bossa Nova
  5. Tango
  6. Slow
  7. Final
- Euphonic Moods, pour euphonium et cordes
  1. Twilight
  2. Promenade
  3. Romantic Waltz
- Elegy , pour euphonium, violon et orchestre à cordes
- Evocation, pour euphonium et cordes
- Fantasy, pour euphonium et cordes
- Farewell , pour orchestre à cordes
- Gallery, pour flûte et orchestre de chambre (cordes, 2 hautbois, 2 bassons et 2 cors)
  1. Spleen
  2. Happy Team March
  3. Lullaby for Régis
  4. Piccadilly Circus
  5. Solitude
  6. Auberge de Provence
  7. Château Nenin
  8. Joke
  9. To be in Love
  10. Nicolas' Surfing
- Interludes, pour flûte et orchestre de chambre
  1. Incantation
  2. Arabesque
  3. Depression
  4. El Jmel
  5. Tango Loco
  6. A Time For Love
  7. I Love You
  8. Badinage
- London Proms Ouverture, pour orchestre symphonique
- Manhattan, pour piano et grand orchestre
  1. First Impressions
  2. Broadway
  3. By Day in Central Park
  4. Adventures in Mystery, Passion, Love and Fight
- Nightfall on Prague, pour violon et cordes
- Nocturne in Kiev, pour flûte et orchestre de chambre (cordes, 2 hautbois, 2 bassons en 2 cors)
- November, pour trombone et orchestre
- Orgia, pour orchestre symphonique
- Oriental Nostalgia , pour orchestre symphonique
- Régis Glorieux March, pour orchestre symphonique
- Regrets, pour euphonium et cordes
- Revivat Scaldis Fanfare, pour euphonium et cordes
- Sketches , pour trombone et orchestre symphonique
  1. Nostalgico
  2. Spirited
  3. Sadly
  4. Frenzied
- Sunrise on the River Scheldt, pour euphonium et cordes
- Vinohrady, pour violon et cordes
- Vinohrady, pour violon et cordes
- Wim De Schuiteneer - Crazy time, pour orchestre symphonique

### Œuvres pour orchestre d'harmonie
- Fantasy, pour euphonium et orchestre d'harmonie
- London Proms Overture, pour orchestre d'harmonie
- Concerto, pour euphonium et orchestre d'harmonie
- Orgia, pour orchestre d'harmonie
- Sketches , pour trombone et orchestre d'harmonie
  1. Nostalgico
  2. Spirited
  3. Sadly
  4. Frenzied
- Régis Glorieux march , pour orchestre d'harmonie
- November , pour trombone et orchestre d'harmonie
- Summer Meeting 77, pour orchestre d'harmonie
- De Gilde Mars, pour orchestre d'harmonie
- Wim De Schuiteneer - Crazy time, pour orchestre d'harmonie

### Œuvres pour cuivres et/ou percussion
(5 cors, 4 ou 5 trompettes, 3 ou 4 trombones ténor, trombone basse, tuba, timbales et 4 ou 5 percussionnistes)
- Anniversary Fanfare
- Artistry in Trombones, avec piano, guitare basse et piccolo
- Bridal Fanfare
- Di Capriccio, pour quatuor d'euphonium et tuba
- Diest 750
- ECC Theme
- ECC Hymn
- ECC Blues, avec piano et guitare basse
- Explorations!, pour quatuor d'euphonium et tuba
  1. Allegro drammatico
  2. Mesto lamentoso
  3. Ritmico con umore
  4. Presto agitato
- Fanfare for a Solemnity
- Fanfare for Europe
- Fury of Life, avec guitare basse
- Glorieux Hymn
- Frankie, avec piano, synthétiseur et guitare basse
- Harbour Lights, pour quatuor d'euphonium et tuba
- Hymn to Humanity
- Hymna Pro Prahu
- In Memoriam Jan Palach
- In Memoriam Stan Kenton, avec piano
- Kaleidoscope, pour euphonium et quatuor de tuba
  1. Fanfare
  2. Choral
  3. Burla Burlesca March
  4. Valse Dépressive
  5. Tango
  6. Ragtime
  7. Blues
  8. Tarantella
- Madrugada No Arpoador
- Meditation, avec synthétiseur, flûte(+flûte en sol), guitare électrique et guitare basse
- Mouvements, avec piano(solo) et 3 percussionnistes
  1. Lento Drammatico
  2. Allegro Molto Ritmico
  3. Nostalgico
  4. Vivo Scherzando
- Octopus, pour 8 trompettes
- Once More, avec synthétiseur, guitare électrique et guitare basse
- Opus for Michael, avec synthétiseur, guitare électrique et guitare basse
- Praha
  1. Hradčany
  2. Petřín
  3. Václavské Náměstí
  4. Vyšehradský Hřbitov
  5. Staroměstské Náměstí
  6. Karluv Most
  7. The Old Narrow Streets By Night
  8. Křižíkova Fontána
- Régis Glorieux March
- Royal Fanfare
- R.S.C. Anderlecht Hymn
- Still hoping for Peace, avec synthétiseur, flûte en sol, guitare électrique et guitare basse
- Summer Meeting 77
- Summer Meeting 77, pour 8 cors
- Theme for Reflection
- The Legend of Bruce Lee
- The Ostend Fishermen Wharf by Night, avec piano, synthétiseur, flûte(+flûte en sol), guitare électrique et guitare basse
- The Pit and the Pendulum
- The Show is Over, avec synthétiseur, guitare électrique et guitare basse
- The Waste Land
- To be a star, avec flûte, synthétiseur et guitare basse
- Tribute to Stan Kenton, avec piano et guitare basse
- Xavier Malisse Hymn

### Musique de chambre
- 7 pièces caractéristiques pour euphonium (ou basson) et piano
  1. Ballade romantique
  2. Ritournelle obsessionnelle
  3. Refrain solitaire
  4. Tango tragique
  5. Java cocasse
  6. Valse déprimée
  7. Emballement frénétique
- Ballade for a Lonely Man, pour trombone ténor et piano
- Contemplation, pour euphonium et piano
- Elegy, pour euphonium, violon et piano
- Divertimento , pour 2 pianos
- Fantasy, pour euphonium et piano
- Madrugada No Arpoador, pour vibraphone, guitare, flûte en sol et cymbales, op. 19
- Nightfall on Prague , pour violon et piano
- Nostalgia, pour piano, flûte en sol, guitare, harpe et percussion, op. 17
- Ritus Paganus, pour flûte (aussi flûte en sol), harpe et percussion, op. 15
- Souvenirs of Prague, pour quatuor de cuivres
  1. The Prague Spring
  2. Čertovka
  3. Bertramka
  4. Chrám Sv.Vta
  5. Vila Amerika
  6. Karlova Ulice
- The Kar-Waltz, pour euphonium et piano
- Vinohrady, pour violon et piano
- In Memoriam Michael Jackson, pour quatuor à cordes

### Musique vocale avec orchestre ou des instruments
- Desolation, pour soprane, flûte et orchestre à cordes
- Traklgedichte, pour baryton ou alto et piano (Lieder op. 10)
- Stimmungen, pour baryton ou alto et piano (Lieder op. 12)
- The Old Lady pour baryton et piano (Lyrics: Richard Pachman)

### Œuvres pour orgue
- Final
- Cantilène
- Bridal Fanfare
- Moto Ostinato
- Triptych , pour 2 cors et orgue
  1. Nostalgico
  2. Gentile
  3. Deciso

### Œuvres pour piano
- Nicolas Larosse, A decent boy
- Nicolas Larosse, 2 Musical Portraits
- 8 Preludes, Op.4
- Sonata, Op.7
- Czech Moods
- Prelude to Solitude
- Slavonic Friendship
- Romantic Poem
- Poem for Martin
- Oriental Nostalgia
- Remembering Stan Kenton
- In Memoriam Michael Jackson
- Who's Wim & Portrait of Wim DS
- Wim De Schuiteneer - Crazy Time
- Interlude for Koen Onzia
- Ruby Rouge Blues
- Ruby Rouge Tango
- Disappointment
- Confidence
- Encounter
- Marchand d'Oranges, Op.6
- 3 Jeunes filles à la Page, Op.1
- Merry Christmas (4-hands)
- Danse du Revenant, Op.5

### Œuvres pour percussion
- Bacchanale, pour 6 percussionnistes, op. 16
- Rites, pour 10 percussionnistes, op. 14
- Oriental Dance and Toccata, pour marimba solo
- Prayer for Damian, pour marimba solo
- Effects, pour percussion totalement (1 solist), piano et flûte(+flûte en sol et piccolo)

### Film et musique de scène
- Driekoningenavond
- Rip Van Winkel
- Kasper in de Onderwereld
- Personne à l'Abbaye de Forest
- Stereo-Gnosis
- Zaman
- L'Énigme

### Synthétiseur
- The Beginning of The End
- Tropicana Beach
- Arigato Gozaimashi-tah
- Hello Mister Joplin
- The Dream
- Lullaby for Régis

### Œuvres spéciales
- Indicatief voor Tienerklanken, pour voix, piano et section rythmique
- Opus for Teens, Op.18, pour jazz/popcombo
- Operation Bop, pour jazzcombo
- Theme for Carnival, pour piano, piano électrique, batterie et basse
- Sketches for Remo, pour piano, batterie et basse
- Kind Regards, pour jazzcombo
- Evolution, pour piano, Percussions Africaines, guitare et basse
- Memory Waltz, pour alto, baryton, flûte en sol, saxophone alto, cor, harpe, guitare, vibraphone, piano, carillon, célesta, batterie et contrebasse
- 't Heihoeveke
- Obsession, pour jazzcombo

## Pour approfondir

### Site internet, documentaire (DVD)
- François Glorieux, A Musical Portrait, DVD documentaire.